# Os Canibais
Os Canibais (1988) é um filme português de longa-metragem de Manoel de Oliveira. O filme é realizado num estilo de ópera, com os actores a fazerem playback com uma gravação de ópera (de libreto e música do compositor João Paes baseada numa novela ou conto longo de Álvaro do Carvalhal, um escritor português de horror e fantástico pouco conhecido.

## Elenco
- Luís Miguel Cintra - Visconde d'Aveleda
- Leonor Silveira - Margarida
- Diogo Dória - Don João
- Oliveira Lopes
- Pedro Teixeira Silva - Niccolo
- Joel Costa
- Rogério Samora - Peralta
- Rogério Vieira
- António Loja Neves
- Luís Madureira
- Teresa Côrte-Real
- José Manuel Mendes
- Cândido Ferreira
- Glória de Matos

## Prémios[3]
Festival de Cannes
- Palma de Ouro - Nomeado

Prémios do Cinema Europeu
| Ano  | Categoria           | Resultado |
| ---- | ------------------- | --------- |
| 1988 | Melhor câmara       | Nomeado   |
| 1988 | Melhor realizador   | Nomeado   |
| 1988 | Melhor argumentista | Nomeado   |

8
Sitges Film Festival
- Melhor banda sonora original - Vencedor - João Paes

Mostra Internacional de Cinema de São Paulo
- Prémio Especial da Crítica - Vencedor - Manoel de Oliveira